# مرین ترامپ بری
مِریَن ترامپ بَری (به انگلیسی: Maryanne Trump Barry) (زادهٔ ۵ آوریل ۱۹۳۷ – درگذشتهٔ ۱۳ نوامبر ۲۰۲۳) وکیل آمریکایی و قاضی فدرال بازنشسته بود.

پس از سیزده سال خانه‌داری، ترامپ در سال ۱۹۷۴ به عنوان یکی از دو زن از شصت و دو دستیار دفتر دادستان ایالات متحده آمریکا برای ناحیه نیوجرسی مشغول به کار شد. نه سال بعد او توسط رئیس‌جمهور رونالد ریگان و با تأیید سنا در سال ۱۹۸۳ به قضاوت در دادگاه ناحیه‌ای ایالات متحده آمریکا برای ناحیه نیوجرسی منصوب شد. در سال ۱۹۹۹، او یک پله بالاتر رفت و توسط رئیس‌جمهور بیل کلینتون برای قضاوت در دادگاه استیناف حوزه سوم ایالات متحده آمریکا منصوب شد.
مرین خواهر بزرگتر دونالد ترامپ رئیس‌جمهوری سابق آمریکا بوده و در ۱۱ فوریه ۲۰۱۹ به دنبال شروع تحقیقاتی مبنی براینکه در معاملات مالیاتی و مالی متقلبانه مرتکب تخلف قضایی شده‌است، در سن ۸۱ سالگی بازنشستگی‌اش از سمت خود را اعلام کرد.

## سنین جوانی و تحصیلات
ترامپ در ۵ آوریل ۱۹۳۷ در کویینز، شهر نیویورک متولد شد، وی فرزند ارشد فرد ترامپ سرمایه‌دار املاک و مستغلات و مری ان مک‌لاود ترامپ و خواهر بزرگتر دونالد ترامپ، چهل و پنجمین رئیس‌جمهور ایالات متحده بود. او در مدرسه کیو فورست تحصیل کرد. مرین در سال ۱۹۵۸ با مدرک لیسانس هنر فارغ‌التحصیل کالج ماونت هویلوک شد و در سال ۱۹۶۲ مدرک کارشناسی ارشد خود را در رشته علوم سیاسی از دانشگاه کلمبیا اخذ کرد. او بعداً به دانشکده حقوق رفت. وی در سال ۱۹۷۴ جی‌دی حقوق خود را از دانشکده حقوق دانشگاه هوفسترا دریافت نمود.

## نظرات دربارهٔ دونالد ترامپ
مرین درمورد برادرش در دوران ریاست جمهوری وی به صورت عمومی کم صحبت کرده‌است. در اوت ۲۰۲۰، برادرزاده مرین، مری لی ترامپ، فاش کرد که وی به‌طور پنهانی ۱۵ ساعت بحث با عمه‌اش مرین را در بین سال‌های ۲۰۱۸ و ۲۰۱۹ ضبط کرده‌است. در آن بحث‌های ضبط شده، مرین به شدت از رئیس‌جمهور انتقاد کرد. مری ترامپ تعدادی از متن‌ها و متن‌های صوتی مکالمه‌ها را به صورت عمومی منتشر کرد.
در صداهای ضبط شده، مرین در مورد برادرش گفت: "همه آنچه او می‌خواهد انجام دهد تا به پایگاهش متوسل شود. او هیچ اصولی برای خود ندارد، هیچی. توئیت زدن و دروغگویی‌های لعنتی‌اش… خدای من. دارم خیلی تند صحبت می‌کنم، ولی تو می‌دانی. تغییر دادن داستان‌هایش، عدم آمادگی‌اش، دروغگویی‌اش. لعنتی. " وی در ادامه صحبت‌هایش افزود که برادرش کتاب نمی‌خواند و وی شخص دیگری را به جای خودش در امتحان ورودی کالج شرکت داده‌است. وی گفت: "این همه‌اش کلاهبرداری است. این کلاهبرداری و بی رحمی است. دونالد بی رحم است." مرین همچنین از سیاست جدایی خانواده دولت ترامپ و ورشکستگی‌های قبلی ترامپ انتقاد کرد و افزود، «آدم نمی‌تواند به او اعتماد کند.»

## زندگی شخصی، بیماری و مرگ
شوهر اول بری دیوید دزموند بود. این زوج در سال ۱۹۸۰ طلاق گرفتند. در سال ۱۹۸۲ او با جان جوزف بری، وکیل نیوجرسی ازدواج کرد. آنها ۱۸ سال قبل از مرگ او در ۹ آوریل ۲۰۰۰ ازدواج کردند. او از ازدواج اول خود یک پسر به نام دیوید ویلیام دزموند داشت که روان‌شناس شد.
در سال ۲۰۱۶، بری ۴ میلیون دلار به دانشگاه فیرفیلد، یک مؤسسه کاتولیک، برای کمک هزینه‌های تحصیلی و اعطای مرکز معنویت ایگناسی دانشگاه کمک کرد.
در ۱۳ نوامبر ۲۰۲۳ بری در سن ۸۶ سالگی در خانه خود در آپر ایست ساید منهتن درگذشت. او به دلیل سرطان تحت مراقبت در آسایشگاه به سر می‌برد.